# Slobodan Beroš
Slobodan Beroš (Split, 15. studenog 1945. – 11. listopada 2020.), hrvatski znanstvenik i političar. Redoviti je profesor elektrotehnike na Fakultetu elektrotehnike, strojarstva i brodogradnje u Splitu.
Bio je na funkciji gradonačelnika Splita od 2002. do 2003. godine. Godine 2010. postao je predsjednik Gradske organizacije Socijalističke partije Hrvatske (SPH).